# パトリック・ウォルシュ
パトリック・マイケル・ウォルシュ（英語: Patrick Michael Walsh,1955年1月13日-）は、2009年9月25日から2012年1月20日までアメリカ海軍太平洋艦隊の第59代司令官を務めた、元海軍大将である。彼は2007年4月5日から2009年8月13日まで第35代海軍作戦副長官、2005年10月から2007年2月27日まで2005年10月から2007年2月27日まで米海軍中央司令部司令官および米第5艦隊司令官を務めた。彼は34年以上のキャリアを経て海軍を退役した。

## 来歴

### 学歴
ウォルシュは、テキサス州ダラスにあるイエズス会大学予科を優等で卒業し、60年の歴史の中で、DistinguishedGraduateとDistinguishedAlumnusの両方の賞を受賞した2番目の学生であった。1977年に海軍兵学校を卒業し、理学士号を取得。アーサー・S・モロー提督奨学金プログラムの一環として、タフツ大学フレッチャースクール（法律・外交）の国際関係学のカリキュラムに参加した。ウォルシュは同校を首席で卒業し、法学と外交の修士号を取得し、博士号プログラムに優秀な成績で入学し、その後博士号を取得した。

### アメリカ海軍でのキャリア

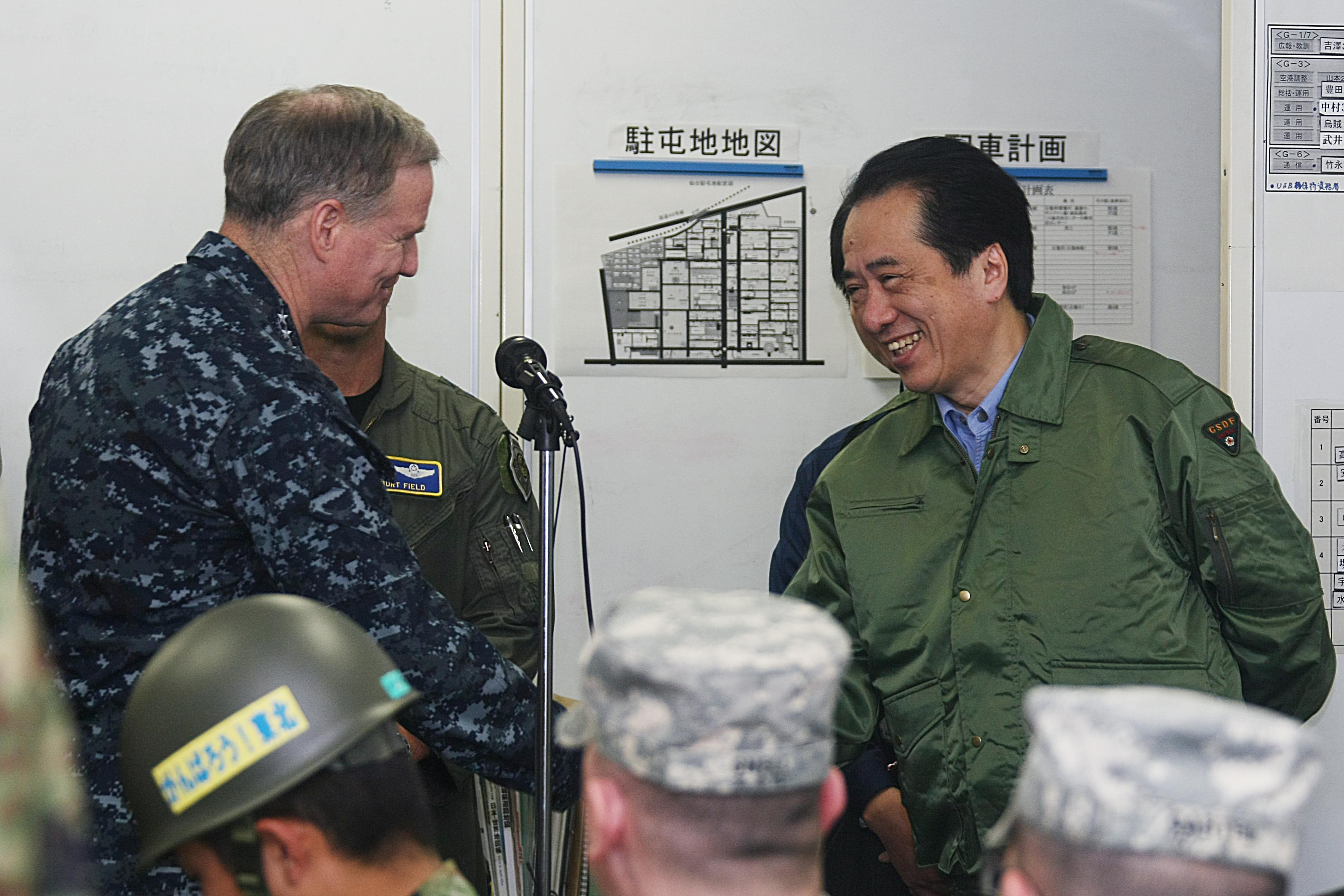
菅直人首相と（2011年4月11日、仙台）

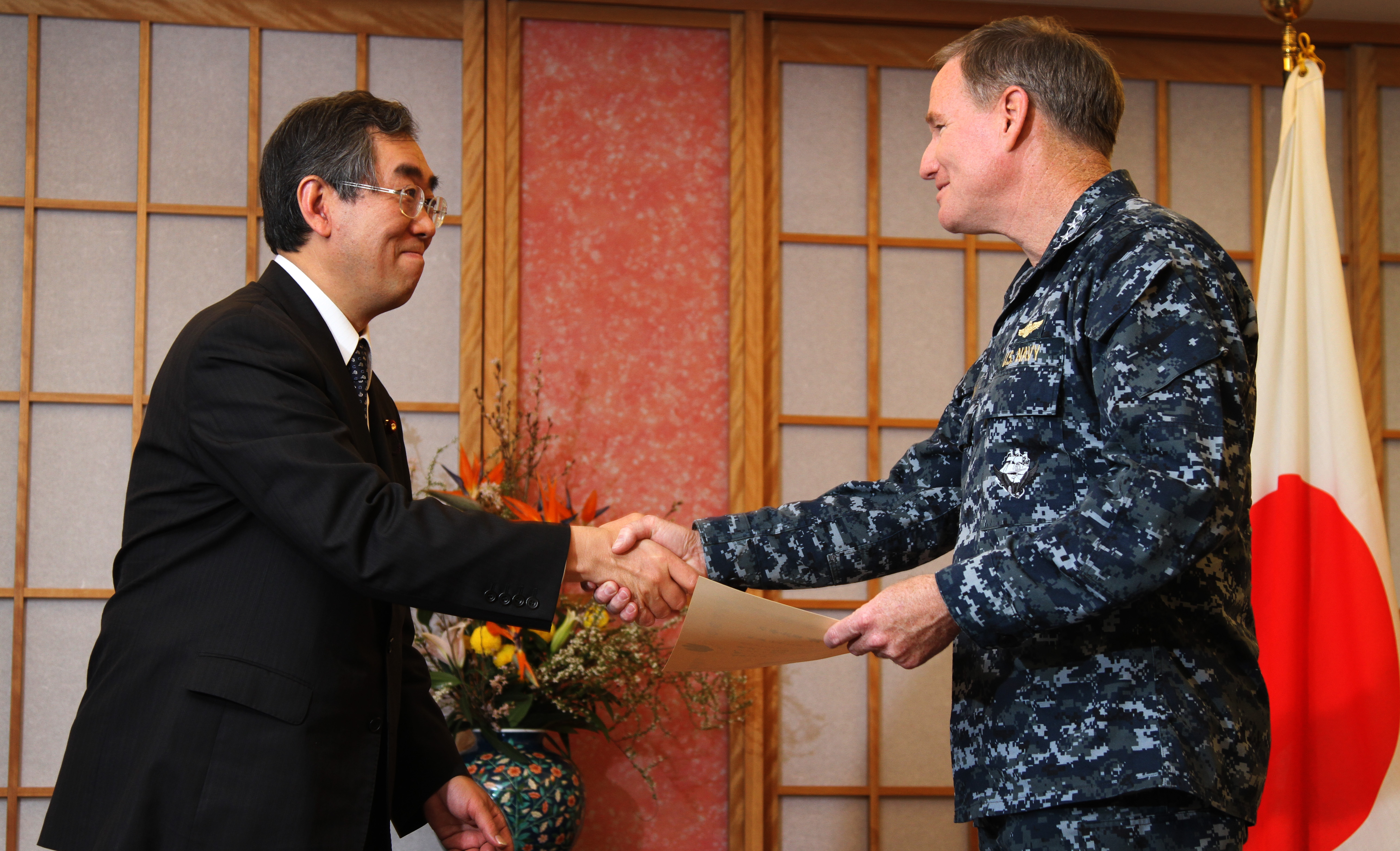
松本剛明外務大臣と（2011年4月11日、市ヶ谷）

海軍飛行士に任命された後、第192戦闘攻撃飛行隊（VFA-192）で飛行任務を行った。空母アメリカに乗艦してインド洋に派遣され、後に太平洋軽攻撃航空団司令官から最優秀若手士官・艦載機パイロットに選ばれた。その後、アメリカ海軍第5試験評価飛行隊（現・VX-9）に所属し、運用テストディレクターを務めた後、曲技飛行隊「ブルーエンジェルス」に選抜され、レフト・ウィングマンとスロット・パイロットを担当した。艦隊に戻ったウォルシュは、第87戦闘攻撃飛行隊（VFA-87）に作戦担当官として参加し、空母セオドア・ルーズベルトから「砂漠の嵐」作戦（湾岸戦争）と「プロバイド・コンフォート」作戦（イラクで行われたクルド人支援作戦）の支援戦闘任務を遂行した。
ウォルシュは、サザン・ウォッチ作戦及び飛行禁止作戦での空母ドワイト・D・アイゼンハワーからの支援任務において、第105戦闘攻撃飛行隊を指揮した。空母ジョン・F・ケネディに配置転換して第1空母航空団を指揮し、サザン・ウォッチ作戦を支援した。彼はまた、第7艦隊空母ジョン・C・ステニスで、西太平洋に派遣された。近年では、彼はアメリカ海軍中央軍と第5艦隊を指揮し、同時に合同海上部隊を指揮して不朽の自由作戦、イラクの自由作戦（イラク戦争）、およびアメリカ中央軍の責任範囲内での海上治安活動を遂行している。
ウォルシュは、ホワイトハウス・フェローとして行政管理予算局局長特別補佐官を務めた。海軍兵学校のリーダーシップ・倫理・法律学部長を務め、海軍人事部長のエグゼクティブ・アシスタントを務めた後、戦略・政策担当副部長（J-5）として統合参謀本部に赴任し、最初の将官職を務めた。また、ディレクターとして四年ごとの国防計画見直し（QDR）に関わり、海軍プログラミング部門ディレクターを兼務した。
2009年2月3日には、キューバのグアンタナモ湾にある収用キャンプの1年以内の閉鎖をバラク・オバマ大統領が決定したことに伴い、ロバート・ゲイツ国防長官の選出により、運用状況についての30日間のレビューを実施して報告書をまとめている。
2011年の東日本大震災においては、太平洋艦隊司令官として横田基地からトモダチ作戦を指揮した。